# Djibril Camara
Djibril Camara (Juvisy-sur-Orge, 22 de junio de 1989) es un jugador francés de rugby que se desempeña como fullback.

## Selección nacional
Fue convocado a Les Bleus por primera vez en febrero de 2016 para enfrentar a los Dragones rojos. En total lleva jugados cuatro partidos y aún no marcó puntos.

## Palmarés
- Campeón de la Copa Desafío de 2016–17.
- Campeón del Top 14 de 2014–15.